# Лайонс (Мічиган)
Лайонс (англ. Lyons) — селище (англ. village) в США, в окрузі Айонія штату Мічиган. Населення — 763 особи (2020).

## Географія
Лайонс розташований за координатами 42°59′12″ пн. ш. 84°56′39″ зх. д. / 42.98667° пн. ш. 84.94417° зх. д. (42.986737, -84.944076).  За даними Бюро перепису населення США в 2010 році селище мало площу 3,49 км², з яких 3,15 км² — суходіл та 0,34 км² — водойми.

## Демографія
Згідно з переписом 2010 року, у селищі мешкало 789 осіб у 297 домогосподарствах у складі 209 родин. Густота населення становила 226 осіб/км².  Було 325 помешкань (93/км²).
Расовий склад населення:
| - 95,4 % — білих - 0,4 % — чорних або афроамериканців - 0,3 % — азіатів - 1,1 % — осіб інших рас |

До двох чи більше рас належало 2,8 %. Частка іспаномовних становила 4,1 % від усіх жителів.
За віковим діапазоном населення розподілялося таким чином: 25,7 % — особи молодші 18 років, 63,0 % — особи у віці 18—64 років, 11,3 % — особи у віці 65 років та старші. Медіана віку мешканця становила 37,8 року. На 100 осіб жіночої статі у селищі припадало 109,8 чоловіків;  на 100 жінок у віці від 18 років та старших — 104,2 чоловіків також старших 18 років.
Середній дохід на одне домашнє господарство  становив 50 530 доларів США (медіана — 41 250), а середній дохід на одну сім'ю — 59 210 доларів (медіана — 49 688). Медіана доходів становила 34 438 доларів для чоловіків та 27 361 долар для жінок. За межею бідності перебувало 15,9 % осіб, у тому числі 16,3 % дітей у віці до 18 років та 15,7 % осіб у віці 65 років та старших.
Цивільне працевлаштоване населення становило 324 особи. Основні галузі зайнятості: освіта, охорона здоров'я та соціальна допомога — 25,3 %, виробництво — 21,6 %, роздрібна торгівля — 17,9 %.